# Gainax
Gainax Company, Limited (jap. 株式会社ガイナックス kabushiki-gaisha Gainakkusu) – japońskie studio, zajmujące się animacją i produkcją anime. Powstało we wczesnych latach 80., a największą sławę przyniosła mu seria telewizyjna Neon Genesis Evangelion (1995). Studio znane jest z seriali ambitnych i eksperymentalnych, niektóre z nich zalicza się do nurtu anime progresywnych (np. Furi kuri). W ciągu swojej krótkiej historii studio zmagało się z problemami budżetowymi i nie najlepszym kierownictwem. Po sukcesie Evangeliona studio uchyliło się od płacenia podatków, w wyniku czego prezes Gainaksu – Takeshi Sawamura – trafił do więzienia za oszustwa podatkowe.
Od czasu Neon Genesis Evangelion studio pracuje nad własnymi projektami, adaptując jedynie dwie mangi – Kareshi kanojo no jijō i Mahoromatic. Obecnie Gainax produkuje dwa rodzaje anime: komercyjne, jak Kore ga watashi no Goshujin-sama oraz eksperymentalne, m.in. Furi kuri. Poza tworzeniem anime, Gainax zajmuje się produkcją wszelkich gadżetów związanych z jego największymi hitami, np. od 1996 nieprzerwanie powstają nowe T-shirty, gry i inne produkty związane z Evangelionem.
29 maja 2024 firma Gainax złożyła wniosek o upadłość w Sądzie Rejonowym w Tokio, a informację o tym publicznie ogłoszono 7 czerwca 2024, tego samego dnia, w którym spółka zaprzestała działalności.

## Początki i powstanie Studia Gainax
Początki powstawania studia Gainax datuje się na 1981 rok gdy z kolaboracji czworga studentów: Takami'ego Akai, Hiroyuki'ego Yamagi, Hideaki'ego Anno i Toshio Okady, z których żaden nie posiadał wcześniejszego doświadczenia z animacją, powstaje pięciominutowy film mający otwierać konwencję science-fiction o nazwie Daicon 3 przeprowadzaną w Osace. Otrzymali miejsce na owej konwencji po tym jak rok wcześniej spotkał się z nimi właśnie dyrektor i organizator Daiconu - Yasuhiro Takeda, potem dyrektor naczelny i główny producent studia Gainax. Początkowo sceptyczny gdy zobaczył umiejętności młodych adeptów animacji i ich koncept Mecha, który później miał zdominować świat japońskiego anime, zaproponował im skonstruowanie filmu otwierającego jego konwencję. Film był niesamowitym sukcesem wprowadzając coś nowego do świata science - fiction i anime, a zakumulowane pieniądze posłużyły do stworzenia 3 kolejnych filmów: Kaiketsu Notenki, Aikoku Sentai Dainippon, Kaettekita Ultraman zaprezentowanych na kolejnej konwencji w Osace. Wzrastająca popularność Daiconu (na 3 edycję, na której stworzyciele Studia Gainax zaprezentowali swój debiutancki film przyszło 1500 osób, gdy na kolejną, Daicon 4, przyszło ich aż 4000) oraz sukces kasowy 3 pełnometrażowych filmów przyczynił się do zbudowania stabilnego kapitału i fanbase'u, aby stworzyć firmę. Tak i oto do oficjalnego powstania studia pod nazwą Gainax doszło 24 grudnia 1984 roku.

## Seriale i filmy Gainaksu

### Serie
- Nadia: The Secret of Blue Water (1990) (Fushigi no Umi no Nadia)
- Neon Genesis Evangelion (1995) (Shin Seiki Evangelion)
- His and Her Circumstances (1998) (Kareshi Kanojo no Jijo; w skrócie Kare Kano)
- Modern Love's Silliness (1999)
- Oruchuban Ebichu (1999)
- Mahoromatic (2001)
- Petite Princess Yucie (2002) (Puchi Puri Yūshi)
- Magical Shopping Arcade Abenobashi (2002) (Abenobashi Mahō Shōtengai)
- The Melody of Oblivion (2004) (Boukyaku no Senritsu)
- This Ugly Yet Beautiful World (2004) (Kono Minikuku mo Utsukushii Sekai lub „Konomini”)
- He Is My Master (2005)
- Tengen Toppa Gurren Lagann (2007)
- Shikabane Hime (2008) (animacja we współpracy z Feel)
- Hanamaru Kindergarten (2010)
- Panty & Stocking with Garterbelt (2010)
- Dantalian no Shoka (2011)
- Medaka Box (2012)

### Filmy
- Royal Space Force: The Wings of Honneamise (1987)
- Shin seiki Evangelion gekijōban Death & Rebirth / Shin seiki Evangelion gekijōban Air/Magokoro o, kimi ni / Revival of Evangelion (1997/1998/1999) (animacja we współpracy z Production I.G)
- Cowboy Bebop: Knockin' on Heaven's Door
- Cutie Honey (2004) (opening - animacja)
- Gunbuster vs. Diebuster (2006)
- Rebuild of Evangelion (czteroczęściowa seria filmów) (2007–2021)
- Gekijōban Tengen Toppa Gurren Lagann (dwuczęściowa seria filmów) (2008–2009)

### OVA oraz ONA
- Top o Nerae! Gunbuster (1988) (Aim for the Top! Gunbuster)
- Beat Shot (1989)
- Circuit no Ohkami 2 Modena no Tsurugi (1990)
- Blazing Transfer Student (1991)
- Money Wars (1991)
- Otaku no Video (1991)
- Casshan: Robot Hunter (1993) (finałowa sekwencja walki)
- FLCL (2000) (czyt. „Fooly Cooly”, we współpracy z Production I.G)
- Anime Tenchou (2002)
- Re: Cutie Honey (2004) (we współpracy z Toei Animation)
- Diebuster (2004) (Top o Nerae 2! lub Aim for the Top 2!)
- Hōkago no Pleiades (2011)